# آلان کندی
آلان کندی (به انگلیسی: Alan Kennedy) بازیکن فوتبال زادهٔ ۳۱ اوت ۱۹۵۴ اهل انگلستان که سابقهٔ بازی در تیم ملی فوتبال انگلستان را در کارنامهٔ خود دارد. وی در تاریخ ۴ آوریل ۱۹۸۴ نخستین بازی ملی خود را در مقابل تیم ملی فوتبال ایرلند شمالی انجام داد و با حضور در ۲ بازی ملی، در تاریخ ۲ مه ۱۹۸۴ واپسین بازی ملی‌اش را در برابر تیم ملی فوتبال ولز برگزار کرد.